# Lutosławski Tuwim. Piosenki nie tylko dla dzieci
Lutosławski, Tuwim. Piosenki nie tylko dla dzieci – wspólny album studyjny Doroty Miśkiewicz i zespołu Kwadrofonik, wydany 12 listopada 2013 przez Sony Music Entertainment Poland. Płyta uzyskała nominację do Fryderyka 2014 w kategorii Album Roku – Muzyka Kameralna. Album uzyskał status złotej płyty.

## Lista utworów
Źródło:.
1. „Idzie Grześ” – 1:46
2. „Spóźniony słowik” – 3:33
3. „Ptasie plotki” – 1:22
4. „Rok i Bieda” – 4:36
5. „O Panu Tralalińskim” – 3:03
6. „Kotek” – 5:42
7. „Trudny rachunek” – 4:09
8. „Warzywa” – 2:13
9. „Taniec” – 2:46
10. „Rzeczka” – 4:22

## Twórcy
Źródło:.
- Dorota Miśkiewicz – śpiew
- Emilia Sitarz, Bartek Wąski – fortepian
- Magda Kordylasińska, Miłosz Pękala – instrumenty perkusyjne
- Witold Lutosławski – muzyka
- Julian Tuwim – słowa